# Municipio de Perote
El Municipio de Perote es uno de los 212 municipios del estado de Veracruz, forma parte de la Región Central de Veracruz y es limítrofe con el estado de Puebla, en su territorio se encuentra el volcán Cofre de Perote. Su cabecera es la localidad de Perote.

## Geografía
El municipio de Perote se encuentra en el extremo occidental de la región central del estado de Veracruz y tiene una extensión territorial de 735,35 kilómetros cuadrados que representan el 1,01% de la extensión total de Veracruz. Sus límites son al norte con el municipio de Altotonga, el municipio de Villa Aldama, el municipio de Jalacingo y el municipio de Las Vigas de Ramírez, al este con el municipio de Acajete y con el municipio de Tlalnelhuayocan, al sureste con el municipio de Xico, y al sur con el municipio de Ayahualulco; al oeste y el sur limita con el estado de Puebla, en particular con el Municipio de Tepeyahualco, el municipio de Guadalupe Victoria y el municipio de Lafragua.

### Orografía e hidrografía

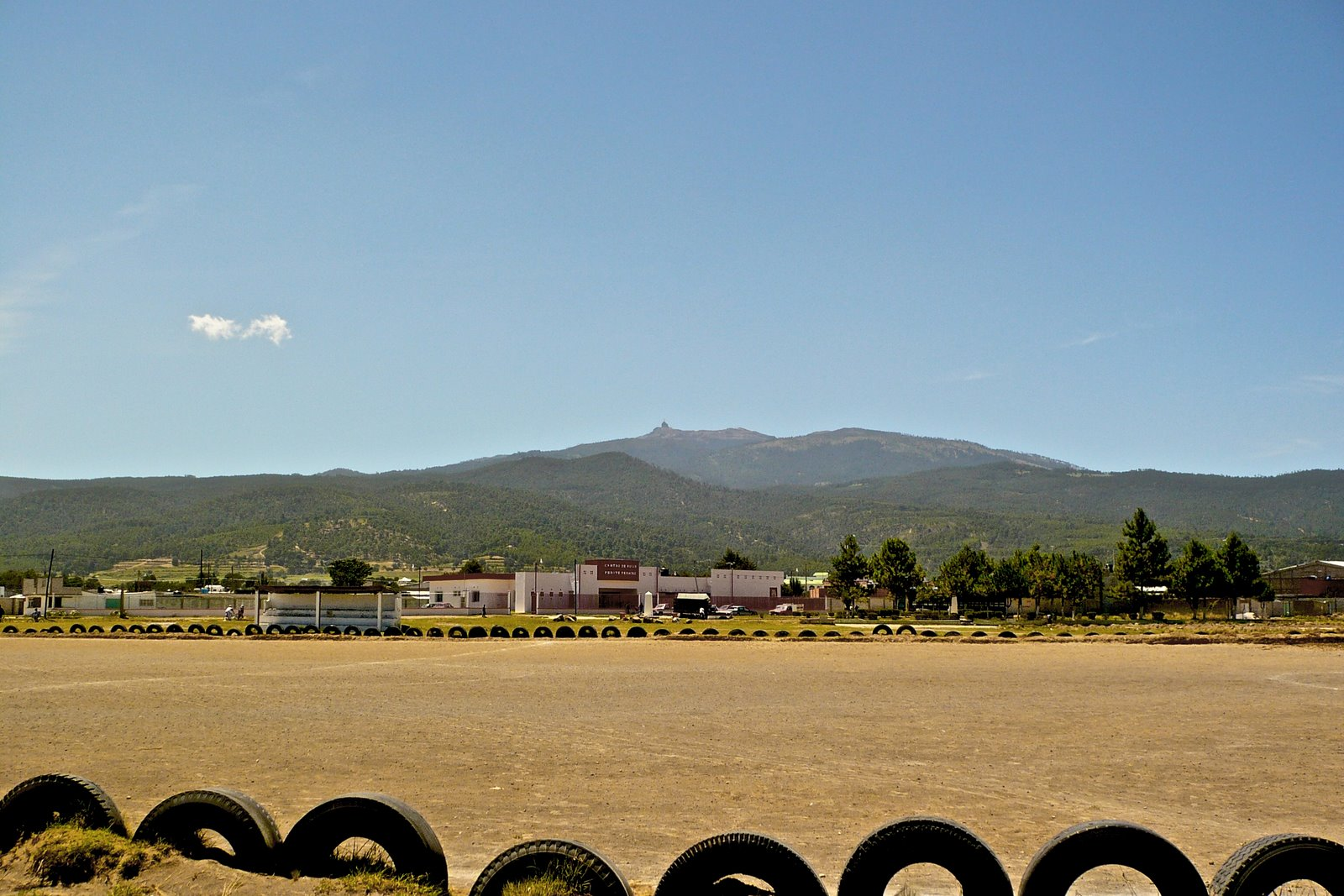
El Cofre de Perote desde la cabecera municipal.

El municipio de Perote tiene una orografía sumamente intrincada formada por la Sierra Madre Oriental ,la principal elevación de todo el territorio es el volcán Cofre de Perote, que alcanza 4.200 metros de altitud sobre el nivel del mar, siendo la segunda elevación del estado de Veracruz, tras el Pico de Orizaba.
La situación geográfica del municipio de Perote le da una particularidad en todo el estado en cuanto a su hidrología, junto a un muy pequeño sector del municipio de Ayahualulco, la mitad occidental del municipio de Perote es el único territorio veracruzano en pertenecer a la Cuenca del río Atoyac y  a la Región hidrológica Balsas; el resto del territorio, formado por su zona oriental, forma parte parte de la Cuenca del río Nautla y otros de la Región hidrológica Tuxpan-Nautla.

### Clima y ecosistemas
Igualmente, en cuestión climatológica, el municipio de Perote tiene diferencias únicas con el resto de Veracruz, la mayor parte del clima que se registra en su territorio se encuentra clasificado como Semiseco templado, la única zona del estado en que se registra este tipo de clima; el norte del municipio tiene un clima Templado subhúmedo con lluvias en verano y la zona este, en particular la zona del Cofre de Perote, tiene un clima Semifrío subhúmedo con lluvias en verano; la temperatura media anual que se registra en la totalidad del territorio es de 14 a 16 °C; la precipitación promedio anual del territorio tiene varias franjas de registro, la mayor zona, ubicada hacia el sureste y el centro del municipio tiene un promedio inferior a los 400 mm, lo que lo hace la zona más seca del estado de Veracruz, le siguen en forma concéntrica hacia el este y el norte, franjas sucesivas donde el promedio va de 400 a 500 mm, de 500 a 600 mm, de 600 a 700 mm y finalmente brinca a 1.500 a 2.000 mm en la zona más montañosa del territorio.
La gran mayoría del territorio de Perote está dedicado a la agricultura, sin embargo principalmente en las faldas del Cofre de Perote se encuentra una amplia zona de bosque, en donde abundan especies como pino y encino, mientras en la zona baja las principales especies vegetales son matorrales; la fauna del municipio se encuentra representada por especies como conejo, zorro, gato montés, mapache, armadillo, tlacuache, gavilán, paloma y lechuza, dichas especies se vieron afectadas por el crecimiento demográfico.

## Demografía
Los resultados del Conteo de Población y Vivienda de 2005 realizado por el Instituto Nacional de Estadística y Geografía dieron un total de 61.272 personas como habitantes del municipio de Perote, de ellos, 30.084 son hombres y 31.188 son mujeres; siendo por tanto su porcentaje de población masculina de 49.1%, la tasa de crecimiento poblacional anual entre 2000 y 2005 ha sido de 2,1%, el 35,4% de los habitantes son menores de 15 años de edad, mientras que el 59,6% de los pobladores están entre esa edad y los 64 años, el 74,3% de la población habita en localidades mayores a 2.500 habitantes y el 0,5% de los pobladores mayores de cinco años de edad son hablantes de alguna lengua indígena.
| Evolución demográfica del municipio de Perote |        |        |        |
| 1995                                          | 2000   | 2005   | 2010   |
| 51.688                                        | 54.339 | 61.272 | 68.982 |

### Grupos étnicos
El 0.5% de la población mayor de 5 años de edad del municipio es hablante de alguna lengua indígena, eso representa un total de 262 personas, tiene una enorme diversidad lingüística en este pequeño número de habitantes, del total de hablantes 244 son bilingües al español, mientras que solo 1 declaró ser monolingüe y 17 no especificaron esa condición; la lengua más hablada es el náhuatl, con 67 hablantes, seguida del totonaco con 40, sin embargo 92 personas no especificaron cual era su lengua materna y los restantes hablantes han especificado 16 idiomas diferentes.

### Localidades
Perote tiene un total de 55 localidades, las principales y su población en 2005 son las siguientes:
| Localidad              | Población |
| Total Municipio        | 61.272    |
| Perote                 | 34.658    |
| San Antonio Tenextepec | 4.121     |
| San Antonio Limón      | 3.781     |
| Los Molinos            | 2.955     |
| La Gloria              | 2.243     |
| Francisco I. Madero    | 1.835     |
| Sierra de Agua         | 1.737     |
| Los Pescados           | 1.471     |
| El Escobillo           | 1.023     |

## Política
El gobierno del municipio le corresponde al Ayuntamiento, que es electo mediante el voto popular, universal, directo y secreto para un periodo de tres años no renovables para el periodo inmediato, pero sí de forma no continua; el ayuntamiento está integrado por el presidente municipal, un síndico y el cabildo formado por cinco regidores, dos electos por mayoría y tres por el principio de representación proporcional; todos entran a ejercer su cargo el día 1 de enero del año siguiente a su elección.

## Representación legislativa
Para la elección de Diputados locales al Congreso de Veracruz y de Diputados federales al Congreso de la Unión, Perote se encuentra integrado en los siguientes distritos electorales:
Local:
- X Distrito Electoral Local de Veracruz con cabecera en Perote.[15]

Federal:
- Distrito electoral federal 9 de Veracruz con cabecera en Coatepec.[16]

## Presidentes municipales
- (1955 - 1958): Alfonso Pensado Sayas
- (1958 - 1961): Enrique Villa Ortiz
- (1961 - 1964): Jose de Jesus Domínguez Martínez
- (1964 - 1967): César Rivadeneyra De G. PRI
- (1967 - 1970): Raúl Loranca Benítez PRI
- (1970 - 1973): Andrés Ortiz Arcos
- (1973 - 1976): José G. Avilés Guevara PRI
- (1976 - 1979): Juan Manuel Velázquez Mora	 PRI
- (1979 - 1982): Manuel Ochoa García PRI
- (1982 - 1985): Fernando Ortega Herrera PRI
- (1985 - 1988): Sergio Márquez Palenque PRI
- (1988 - 1991): Jaime Roldán Roa PRI
- (1991 - 1994): Guillermo Oropeza Rivera PAN
- (1994 - 1997): Samuel del Campo Marín
- (1997 - 2000): José Francisco Yunes Zorrilla PRI
- (2000): Antonio Martínez Salazar
- (2000 - 2004): Raúl César Molina Ovando
- (2004 - 2007): Gilberto Hipólito Castillo Arcos
- (2007 - 2010): Guillermo Franco Vázquez
- (2010 - 2011): Juan Manuel Velázquez Yunes
- (2012 - 2012): José Gonzalo Argüello Torres
- (2013 - 2016): Paul Martínez Marié
- (2017 - 2017): Miguel Sebastián Taboada Ortiz
- (2017 - 2021): Juan Francisco Hervert Prado
- (2021 - 2025): Delfino Ortega Martínez